# Франко-кантабрийский регион

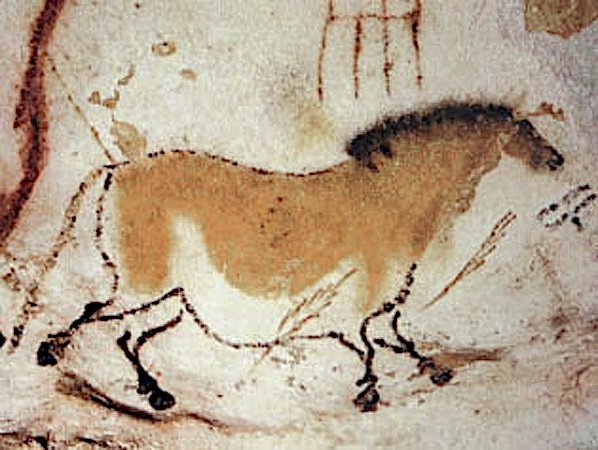
Лошадь в пещере Ласко — образец палеолитического искусства франко-кантабрийского региона

Франко-кантабрийский регион — археологический термин. Относится к территории от Астурии на севере Испании до Прованса на юго-востоке Франции. Включает южную половину Франции и северную полосу Испании у Бискайского залива (известного как Кантабрийское море, отсюда и название региона). Иногда в состав региона включают также северную Каталонию.
В период верхнего палеолита в данном регионе наблюдалась высокая культурная однородность; по-видимому, в тот период Франко-Кантабрия была наиболее густонаселённым регионом Европы. Данные молекулярной генетики говорят о том, что население данного региона было предком большинства населения Европы, по крайней мере, по женской линии (митохондриальная гаплогруппа H).

## Археология
В данном регионе были представлены последовательно шательперонская, ориньякская, граветтская, солютрейская, бадегульская, мадленская, азильская и тарденуазская (постазильская геометрическая) культуры.

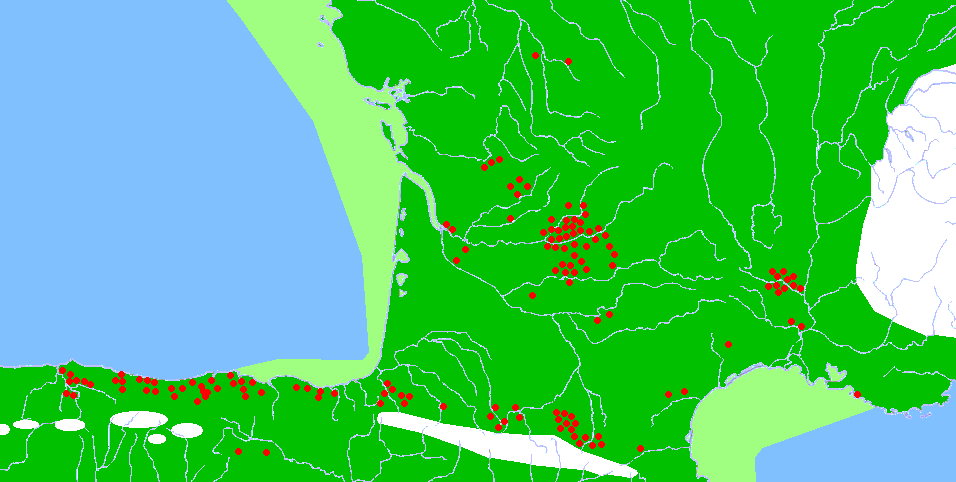
Карта Франко-Кантабрии в период верхнего палеолита с указанием мест нахождения основных памятников пещерного искусства, ледников (белый цвет),
ныне затопленных земель (светло-зелёный цвет)

Франко-Кантабрия, возможно, служила убежищем для большого числа населения времён верхнего палеолита во время последнего ледникового максимума (Висконсинского оледенения), и, возможно, именно отсюда люди расселились по Европе после его окончания.

## Распад региональной однородности в эпоху раннего неолита
В эпоху неолита территория Франко-Кантабрии утратила культурную однородность, разделившись на восточную часть, где доминировала культура кардиальной керамики (ККК), и западную, где сохранялась субнеолитическая рукадурская культура. Территория рукадурской культуры постепенно сужалась под натиском ККК, и со временем её сменила гибридная тенакская культура.

## Основные памятники
- Альтамира, Кантабрия, Испания.
- Пещера Ласко, Франция.
- Сантимаминье, Страна Басков, Испания.
- Пещера Шове, Франция.